# Monema
Un monema es una secuencia o unidad mínima formada por fonemas que provoca cambios de significado sistemático y regular allí donde se añade o aplica. Por ejemplo, la palabra "ala" está formada por un solo monema; sin embargo, la palabra "alón" está formada por dos monemas, el primer monema "ala", seguido del monema "-ón".
Una definición clásica y no tan explícita es que un monema es la unidad mínima de significado de la lengua o de la primera segmentación o articulación. Informalmente se dice que son también las unidades mínimas que componen la palabra en la gramática (aunque entonces debemos explicar que significa aquí componer, cuando no se trata de monemas segmentales).

## Tipología y clasificación de los monemas
La condición de minimalidad semántica, hace que los monemas, como unidades abstractas, no puedan dividirse en partes que tengan contenido semántico, aunque sí pueden descomponerse generalmente en otro tipo de unidades menores como los fonemas (que no tienen interpretación semántica pero sí interpretación y realización fonética).
En todas las lenguas existen monemas que se realizan como una secuencia de unos pocos fonemas, que se añaden a las palabras o secuencias de lexemas y morfemas. Este tipo de monemas que se realizan como secuencias contiguas de fonemas se llaman monemas segmentales. Algunas lenguas, como por ejemplo las lenguas semíticas, tienen además de morfemas segmentales, procedimientos más complejos que la simple adición de afijos o desinencias. Estos monemas no segmentales se realizan por ejemplo mediante la variación del esquema vocálico de la palabra o la aplicación simultánea de fonemas a principio y final de otra secuencia (a veces se llama a este tipo de monemas, morfemas discontinuos). 

### Clasificación
Hay dos tipos de monemas según la autonomía y la capacidad de ser interpretados semánticamente:
1. Lexemas.- Los monemas de significado léxico concreto y autónomo, que constituyen una base invariable de las palabras (monemas léxicos o lexemas) sobre la que actúan o se añaden el resto de monemas. Generalmente están formados por una secuencia contigua de fonemas (aunque en algunas lenguas como las lenguas semíticas pueden estar formado por un conjunto no contiguo de consonantes). Por ejemplo: Leon-as. Los lexemas forman parte de las palabras que aportan el concepto al mensaje: sustantivos, adjetivos, verbos, adverbios y pronombres.
2. Morfemas.- Son monemas con significado gramatical y existen dos tipos: Independientes o dependientes
  1. Los morfemas independientes no necesitan unirse a otro lexema para tener significado, estos son los determinantes, preposiciones, conjunciones, pronombres e interjecciones.
  2. Los morfemas dependientes necesitan unirse a un lexema para tener significado, y a su vez hay dos tipos.
    1. Morfemas dependientes flexivos o desinenciales que establecen el género, número, verbo, vocal temática...
    2. Morfemas dependientes derivativos se dividen en tres: sufijos, prefijos e infijos.
      1. Los sufijos: son los que van después de la raíz (recientemente).
      2. Los prefijos: son los que van antes de la raíz (predestinado).
      3. Los infijos y los interfijos: son los que aparecen dentro de la raíz (humareda). Los infijos aportan un cambio de significado, y prácticamente no hay ejemplos en español; son comunes en las lenguas semíticas. Los interfijos aparecen sobre todo cuando la suma del lexema y el sufijo produce un efecto malsonante (cacofonía): pec-ec-ito en lugar de pec-ito.

{\displaystyle {monemas}\left\{{\begin{array}{l}{lexemas}\\{morfemas}\left\{{\begin{array}{l}{independientes}\\{dependientes}\left\{{\begin{array}{l}{flexivos}\\{derivativos}\left\{{\begin{array}{l}{sufijos}\\{prefijos}\\{infijos}\end{array}}\right.\end{array}}\right.\end{array}}\right.\end{array}}\right.}